# 那古野神社

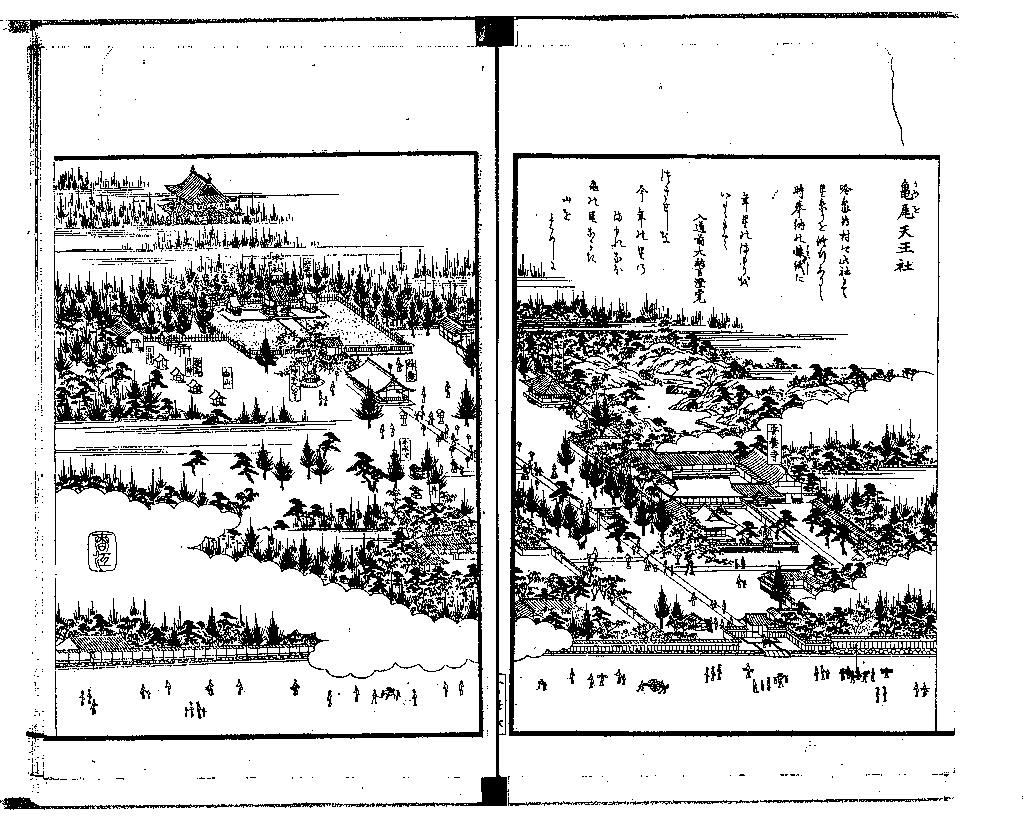
江戸時代には亀尾天王社と呼ばれていた那古野神社（『尾張名所図会. 前編　巻1　愛智郡』より「亀尾天王社」）

那古野神社（なごやじんじゃ）は、愛知県名古屋市中区丸の内にある神社。旧社格は県社。西隣りに名古屋東照宮が鎮座している。

## 歴史
創建は延喜11年（911年）3月16日、醍醐天皇の勅命で八王子社や若宮八幡社の隣に建立されたと伝わっている。
津島牛頭天王社（つしまごずてんのうしゃ、現在の津島神社）を総本社とする天王社のひとつであった。つまり創建時、当社の祭神は牛頭天王であった。
天文元年（1532年）、織田信秀が今川氏豊から那古野城を奪う際に合戦となり、それに巻き込まれて社殿を焼失したが、天文8年（1540年）に信秀により再建されている。また、後には別当寺である亀尾山安養寺（天王坊）も隣に建立されている。
文禄4年（1595年）、豊臣秀吉により社領348石が寄進される。
慶長15年（1610年）、徳川家康によって那古野城の地に名古屋城が築城される際、当社も隣接するふたつの社も名古屋城内に入ってしまう為、家康が御神籤でもって神意を伺ったところ、当社については遷座不可（移転してはいけない）と出たため、そのままの場所に止め置かれることになり、結果として二之丸大手二之門の正面となる三之丸の地に鎮座する形になり、名古屋城の総鎮守、名古屋の氏神として祀られた。境内には別当寺として真言宗の亀尾山安養寺（天王坊）もあった為、当社は一般に亀尾天王社と呼ばれるようになった。なお、三之丸天王社と呼ばれることもあった。
一方、神籤の結果、隣接していた八王子社（現在の八王子神社春日神社）は現在の北区清水に移転され、若宮八幡社も現在の中区栄に移転された。
元和5年（1619年）、当社の西隣に東照宮（現在の名古屋東照宮）が建立されている。
元和6年（1620年）、尾張藩主徳川義直が改めて348石の社領を認め、社殿を修造している。寛永6年（1629年）には義直によって摂社・兵主社が建立された。
明治時代になると神仏分離によって祭神を牛頭天王から須佐之男命に代え、社名も須佐之男神社と改称した。
1871年（明治4年）には社領を没収され、安養寺も破却されている。
1876年（明治9年）、名古屋鎮台が城内に置かれることとなり、東照宮と共に旧藩校の明倫堂跡地である現在地に移転された。また、摂社・兵主社は本殿に合祀されている。
1899年（明治32年）に、須佐之男神社から那古野神社へと改称する。1900年（明治33年）には能舞台兼用の神楽殿が建てられて月次能が催されるなどしたという。1907年（明治40年）に神饌幣帛料供進社に指定される。
太平洋戦争中の1945年（昭和20年）3月19日の名古屋大空襲で本殿が焼失したが、1959年（昭和34年）には大方再建された。なお、前述の神楽殿は戦災を免れたが1992年（平成4年）に火災で焼失している。

## 逸話
『信長公記』首巻に織田信長は天王坊という寺で学問をしたという記述があり、これは当時天王社の別当寺として天王坊と号していた安養寺のことを指しているとされる 。

## 祭神
- 主祭神 - 須佐之男神、奇稲田姫神、八柱神、兵主神

## 境内
- 本殿 - 1954年（昭和29年）再建。
- 拝殿 - 1957年（昭和32年）再建。
- 社務所 - 1959年（昭和34年）再建。
- 祝詞殿 - 1954年（昭和29年）再建。

## 摂末社
- 福寿稲荷社
- 金山神社
- 日進社
- 月進社
- 白山社
- 弥五郎社
- 青麻社

## 例祭
江戸時代では、例祭である天王祭は東照宮祭、若宮祭とならんで名古屋三大祭とされ、特に若宮祭とは同日であった（現在は別の日）ことから祇園祭と総称された。車楽（だんじり）2両と見舞車10数両が曳き出され賑やかなものであったが空襲で車楽などの大半が失われ、現在では車楽1両が境内に飾られるほか、若宮八幡社への神輿渡御が行われる。
また、5月16日の若宮祭では、かつて隣接していた若宮八幡社の山車1両と神輿が、当神社との間を往復する。

## 主な年中行事
- 朮火祭 - 正月1日
- 例祭（天王祭） - 7月15日、16日

## 交通
- 名古屋市営地下鉄鶴舞線・桜通線：丸の内駅から徒歩で約10分。
- 名古屋市営バス：「名古屋駅」停留所より幹名駅1系統または名駅14系統に乗車。「外堀通」停留所下車、徒歩ですぐ。